# Kazumi Tsubota
Kazumi Tsubota, född 23 januari 1956 i Nagasaki prefektur, Japan, är en japansk tidigare fotbollsspelare.